# Adana (tỉnh)
Tỉnh Adana, (tiếng Thổ Nhĩ Kỳ: Adana ili) là một tỉnh của Thổ Nhĩ Kỳ ở trung nam Tiểu Á. Với dân số 2.18 triệu người, đây là tỉnh đông dân thứ sáu ở Thổ Nhĩ Kỳ. Huyện lỵ hành chính của tỉnh là thành phố Adana, với 79% cư dân của tỉnh. Tỉnh này, về mặt địa lý cũng như về mặt kinh tế, là một phần của khu vực Çukurova cùng với các tỉnh Mersin, Osmaniye và Hatay.

## Địa lý
Tỉnh Adana có diện tích bề mặt là 14,030 km². Phần phía nam của tỉnh là đồng bằng, phần phía bắc được hình thành từ các ngọn núi. Các tỉnh lân cận là Mersin ở phía tây, Hatay về phía đông nam, Osmaniye về phía đông, Kahramanmaraş về phía đông bắc, Kayseri về phía bắc, và Niğde về phía tây bắc.

## Quản lý
Hai cấp chính quyền tham gia quản lý tỉnh Adana; Trung ương và tỉnh. Quản lý Adana là chi nhánh của Chính phủ Trung ương và Cục Quản lý Đặc biệt của tỉnh Adana là cơ quan quản lý cấp tỉnh. Tỉnh được chia thành 15 huyện và mỗi huyện được chia thành các đô thị và làng mạc. Các đô thị được chia thành nhiều khu dân cư (tiếng Thổ Nhĩ Kỳ: Mahalle).